# Blahó Vince
Blahó Vince (18. század) ferences rendi pap, hittudor.

## Élete
Ferences rendi áldozópap volt Kecskeméten, Kassán és Nagyszombatban. 1772-ben a kecskeméti ferences plébániát a világi papok kezelésébe adta. Ezen alkalommal beszédet mondott, melyet 1775-ben kinyomtattak Nagyszombatban, ebben Kecskemét történetére vonatkozó fontos adatok találhatók. Levelezett Pray Györggyel. A hozzá latin nyelven írt leveleket a Magyar Tudományos Akadémia Szilády Áron-féle kéziratos gyűjteményében őrzik.

## Munkái
- Egyházi beszédek. Kassa, 1774
- Alföldi Magyarországnak… Kecskeméten 1644-dik évtől fogva egyházi pásztorkodásnak helytartását 1772-ben ezen beszéddel fejezte be. Nagy-Szombat, 1775 (Ezen munkához néhány levél is van csatolva, melyek a szerzet történetére vonatkoznak.)
- Bláho Vince búcsúbeszéde Kecskeméten 1772-ben; szöveggond., jegyz. Bánkúti Imre; Bács-Kiskun Megyei Levéltár kiadványa, Kecskemét, 1991

Mint a szerzet történetirója a szerzet tartományának történetét is kiadni szándékozott, de ebben megakadályozta őt halála.